# TP-Link
TP-LINK Technologies Co., Ltd. (Chinees: 普联技术), is een Chinese netwerkproducent uit Shenzhen.

## Geschiedenis
TP-LINK is in 1996 opgericht door twee broers, Zhao Jianjun (Cliff Chao) en Zhao Jiaxing (Jeffrey Chao), en begon met een door de broers ontwikkelde netwerkkaart. De naam van het bedrijf is gebaseerd op het twisted pair-principe, een veel voorkomende tweeaderige kabel waarbij de aders rond elkaar zijn gewonden.
In 2007 opende het bedrijf zijn nieuwe hoofdkantoor op het Shenzhen’s Hi-Tech Industry Park. TP-LINK is sinds 2005 aanwezig op de Europese markt.

### Wereldwijd

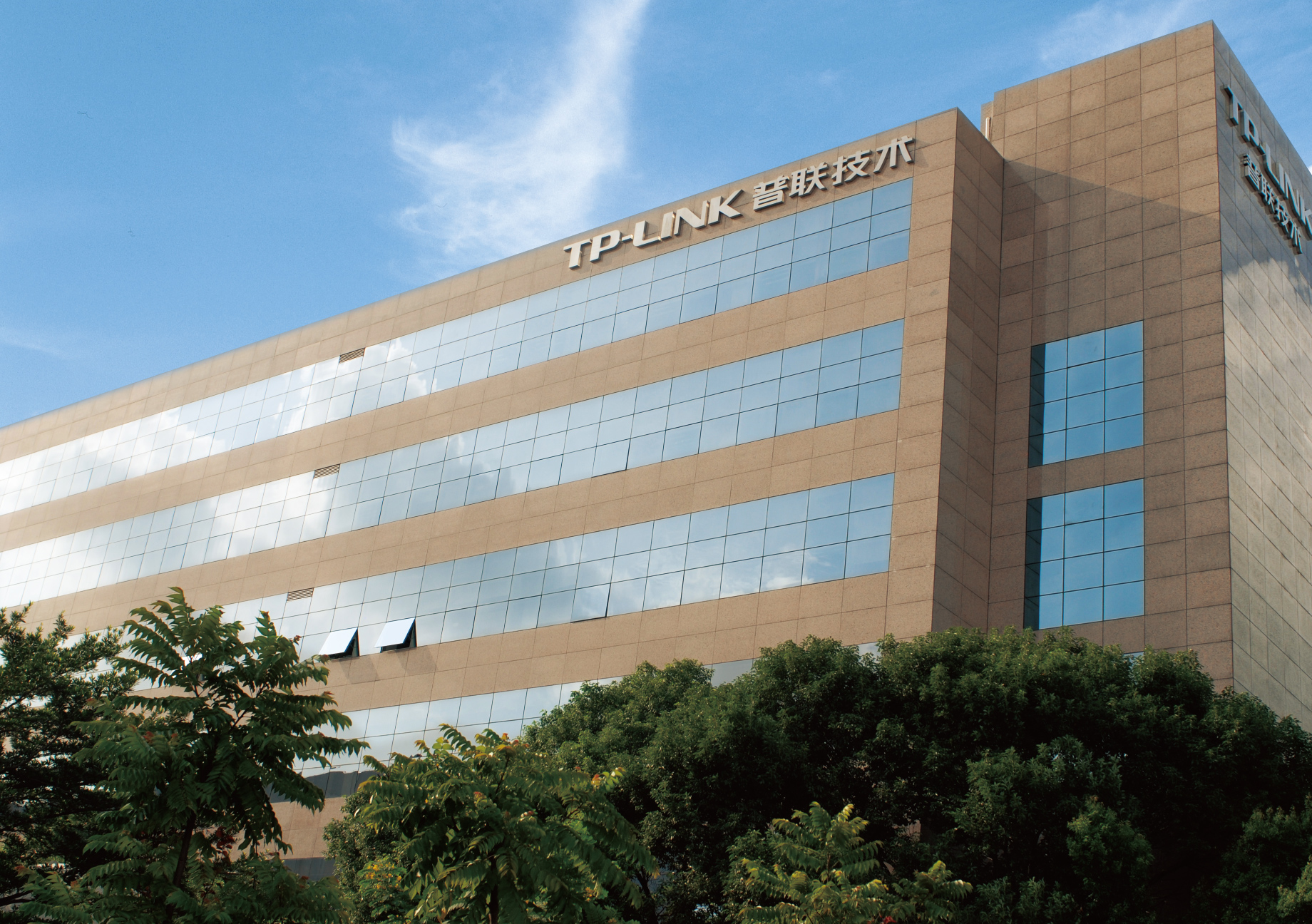
Hoofdkantoor TP-LINK in Shenzhen, China

Sinds TP-LINK zich buiten China is gaan vestigen in 2005, is het bedrijf actief in 120 verschillende landen. TP-LINK heeft wereldwijd 21.000 werknemers. Sinds 2013 is TP-LINK wereldwijd marktleider in de markt voor draadloze netwerkoplossingen. TP-LINK is sinds 2008 aanwezig in Nederland. In 2013 opende het bedrijf een nieuw kantoor in Nieuwegein.

## Producten
TP-LINK maakt onder andere routers, switches, powerline adapters, range extenders en access points. Het is een van de weinige bedrijven in de categorie voor netwerk oplossingen die zijn producten zelf produceert in eigen fabrieken.

## Externe link

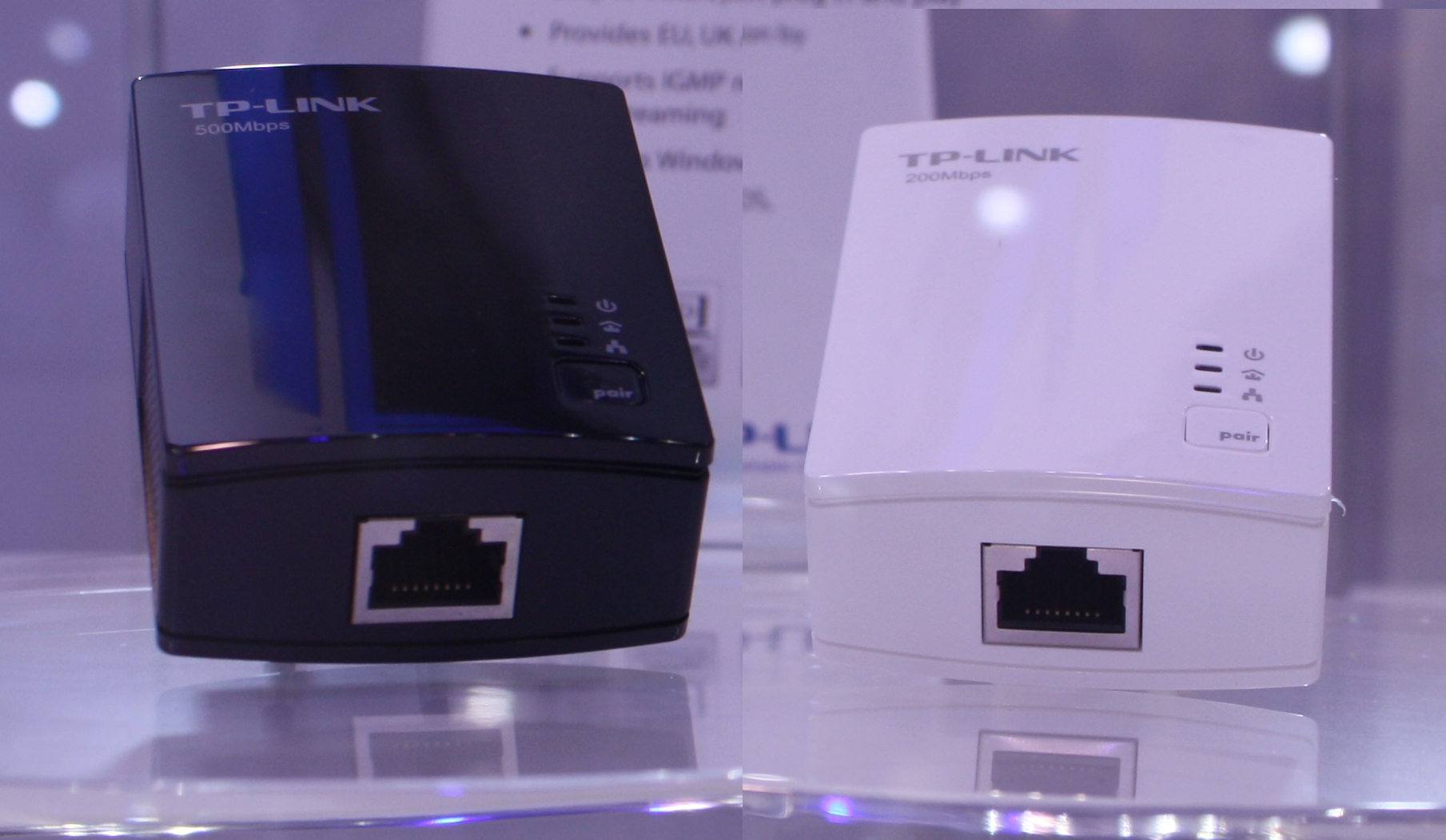
TP-Link powerline adapters
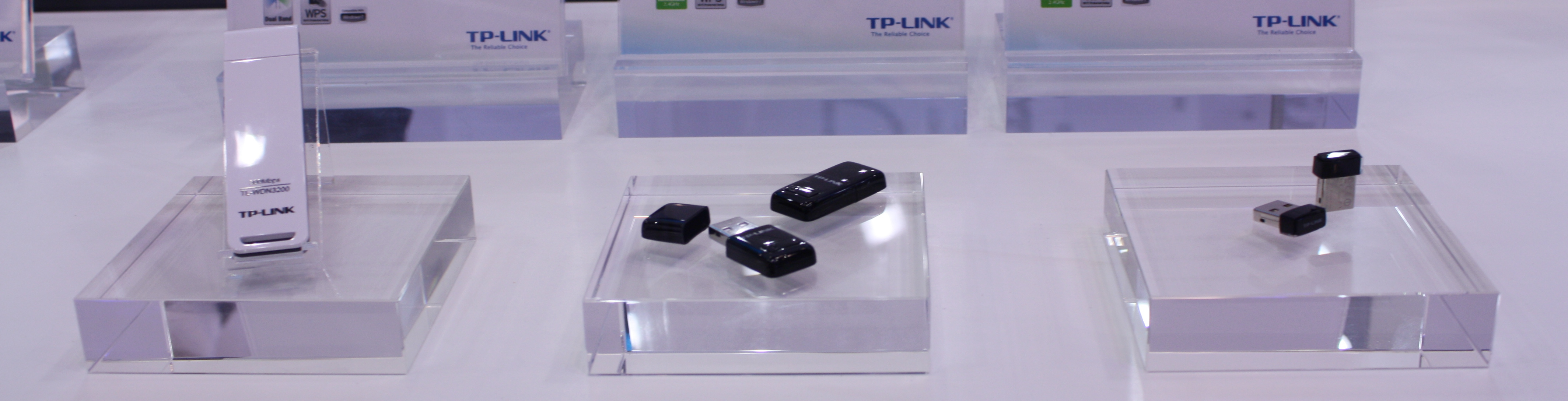
TP-Link USB adapters
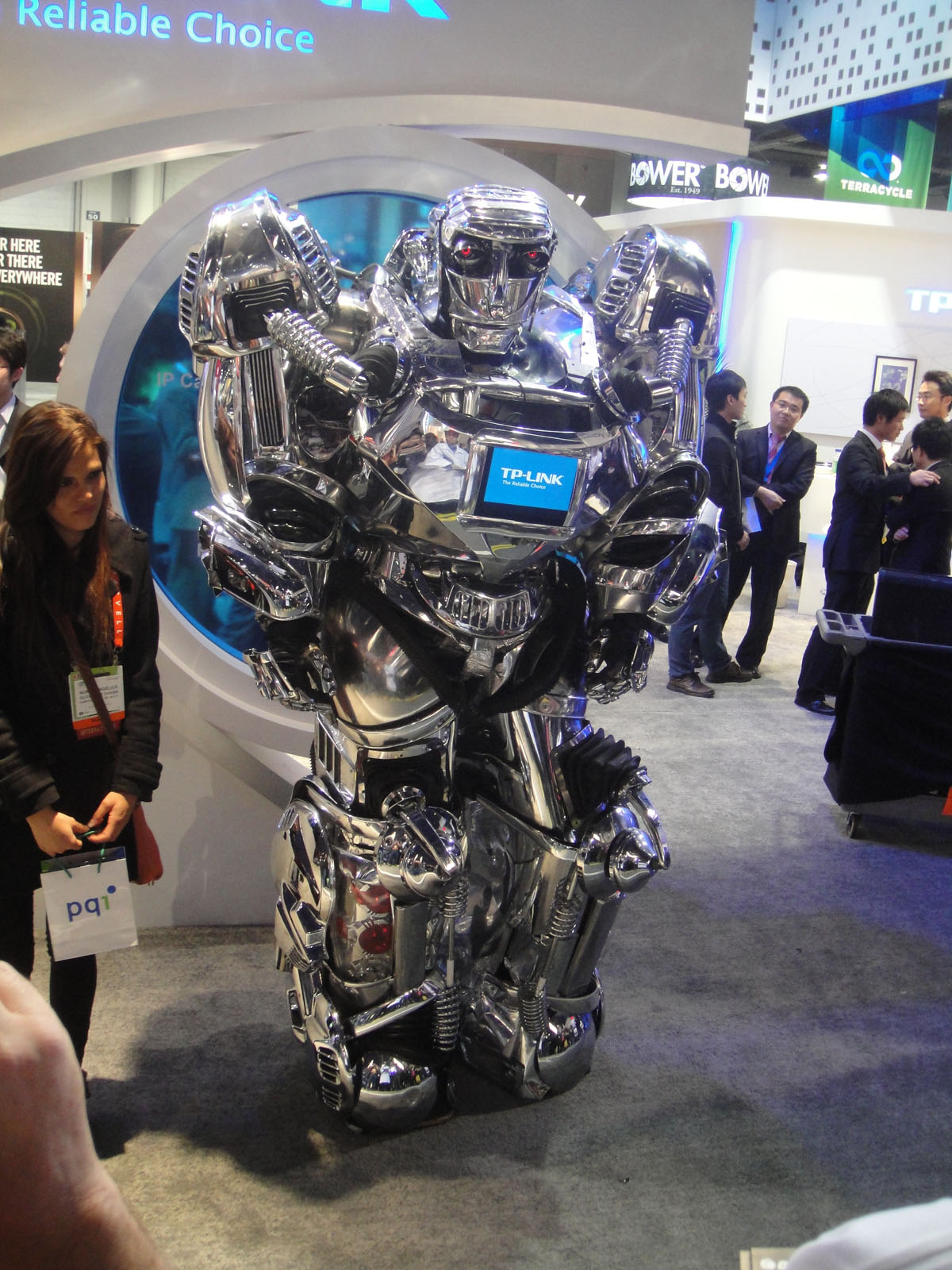
Robot op CES 2012
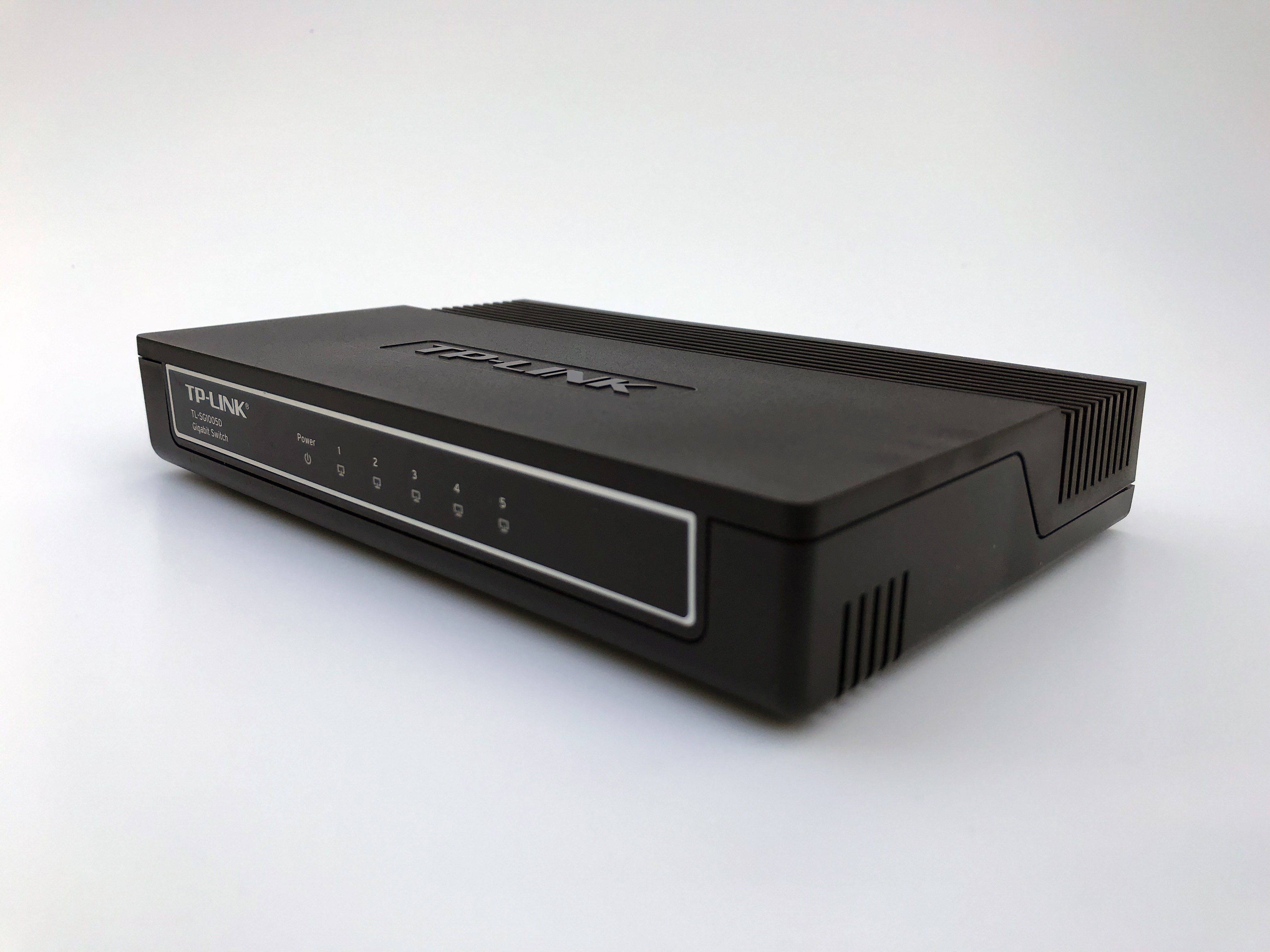
TP-Link 5 Ports Ethernet Switch